# Ögeltjärnen, Medelpad
Ögeltjärnen är en sjö i Ånge kommun i Medelpad och ingår i Ljungans huvudavrinningsområde. Sjöns area är 0,015 kvadratkilometer och den befinner sig 280 meter över havet.